# Nelly Byl
Pour les articles homonymes, voir Byl.
Nelly Byl, née à Molenbeek-Saint-Jean (Belgique) le 25 mars 1919 et morte à Uccle (Belgique) le 30 novembre 2011, est une autrice-compositrice belge.

## Biographie
Nelly Byl a écrit plus de 2 000 chansons, principalement en néerlandais.
Elle a notamment écrit quelque 200 chansons pour Will Tura, dont certaines avec le compositeur Jean Kluger, ainsi que des chansons pour des artistes comme Conny Vandenbos (Raak me niet aan, 1963), les Gibson Brothers (Que Sera Mi Vida, 1980), Marva (Niemand wil je als je ongelukkig bent), Ann Christy, Paul Severs, Jimmy Frey (nl) ou encore Robert Cogoi.